# Het Jupiter

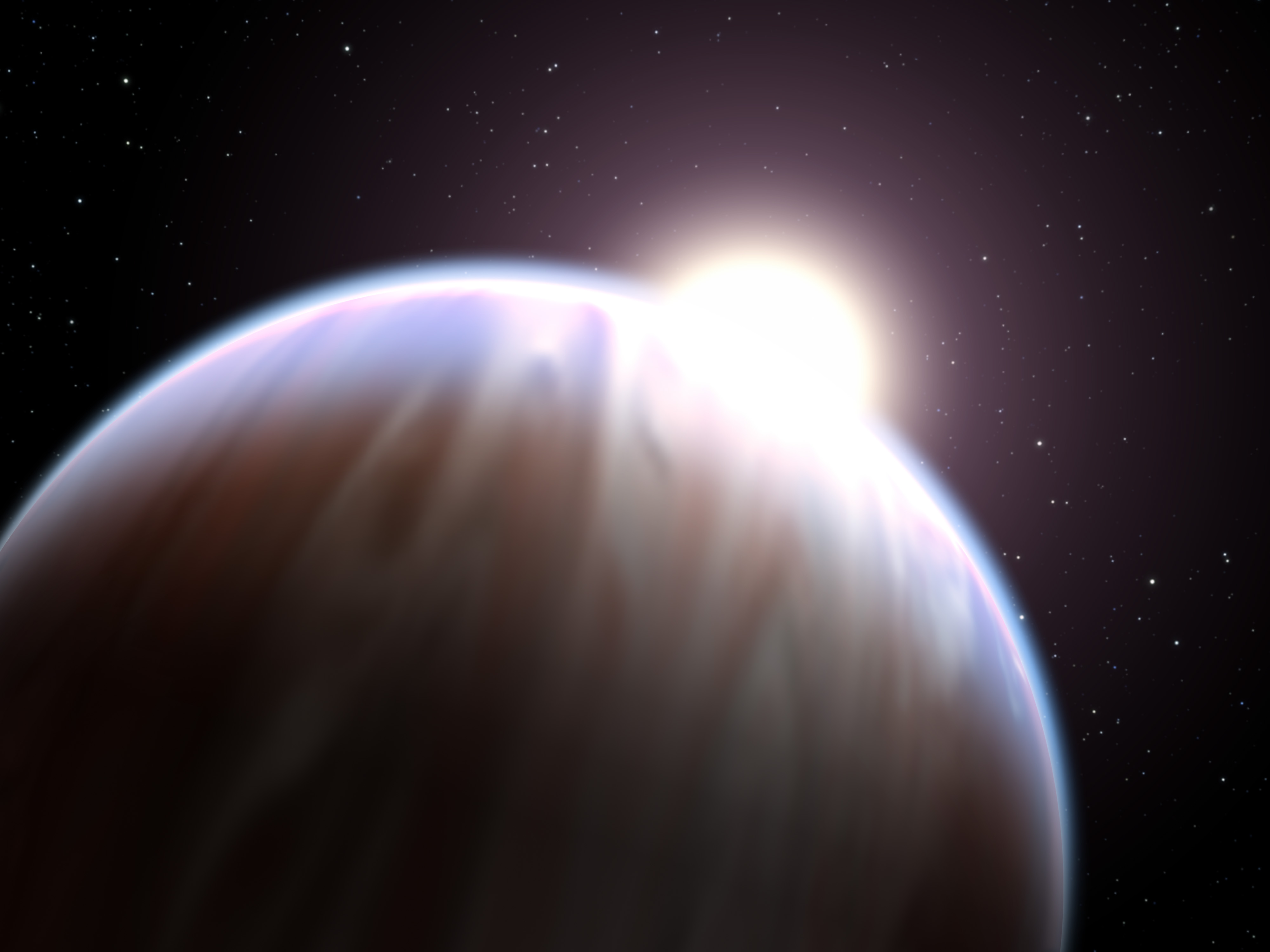
Konstnärs föreställning.

En het Jupiter är en  klass exoplaneter som påminner om Jupiter, men har en het temperatur på sin yta eftersom den kretsar nära sin stjärna
En av de mest kända är 51 Pegasi b, med smeknamnet Bellerophon. Den upptäcktes 1995, och var den första extrasolära planeten, exoplaneten,  runt en solliknande stjärna att upptäckas.